# 20 Pułk Ułanów (Księstwo Warszawskie)
20 Pułk Ułanów – oddział jazdy Armii Księstwa Warszawskiego.

## Formowanie i działania
Sformowany w 1812 w Pińsku z poboru departamentu białostockiego i części departamentu grodzieńskiego. Aby usprawnić formowanie jednostek, powołano specjalnych komisarzy, którzy mieli wspierać dowódców pułków. W 20 p. uł. był to sędzia Bohuszewicz.
W listopadzie pułk mógł liczyć 400 ludzi. W końcu grudnia miał na stanie ponad 200 ludzi). Do Warszawy 15 stycznia 1813 roku dotarło z pułku 155 żołnierzy i 204 konie.

## Dowódca pułku
- płk Ksawery Obuchowicz – od 13 lipca 1812[6]

## Barwa
Stacjonujący w Białymstoku 20 p.uł. nosił mundury z granatowymi wyłogami i żółtą wypustką.
W 1813 roku używał mundurów z żółtymi wyłogami oraz karmazynowymi kołnierzami i wyłogami rękawów, a także mundurów wykonanych z zielonego sukna.